# Dove Attia
Pour les articles homonymes, voir Attia.
Dove Attia, de son vrai nom Jules Dove Attia, né le 8 juin 1957 à Tunis, en Tunisie,,, a été successivement enseignant, directeur-général, entrepreneur et producteur franco-tunisien de comédies musicales.
Il est apparu à la télévision en 2003 comme membre du jury de À la Recherche de la nouvelle star, une émission de type télé-crochet sur M6.

## Jeunesse
Dove Attia est né en Tunisie,. Son père est tunisien et sa mère est française. Son milieu d'origine est modeste : son père est électricien.
À 15 ans, il s'essaie à la guitare. Il s'essaie également à la composition et au chant. Il aime le rock en particulier et voudrait faire de la musique son métier : il monte un groupe avec des camarades de lycée.
Après l'obtention d'un bac scientifique (série C), il s'installe à Paris et fait deux années de classes préparatoires au lycée Chaptal, puis une autre année de « math spé » au lycée Saint-Louis. En 1978, il réussit le concours d'entrée à l'École polytechnique,,. Comme il s'est présenté sur le concours des élèves étrangers, il ne fait pas une année dans l'armée,. Il commence donc sa scolarité à Polytechnique après le concours, alors que les polytechniciens de nationalité française qui ont réussi le concours en même temps que lui doivent passer un an dans une unité militaire. Il est donc rattaché à la promotion X 1977.
Il se lance ensuite dans un Diplôme d'études approfondies (DEA) à l'université Paris-Dauphine, auquel il renonce au bout d'un an.

## Parcours professionnel

### Enseignant
Il devient d'abord interrogateur en mathématiques et physique en classes de « sup » et « spé » au lycée Chaptal, là même où il avait commencé la préparation de ses concours. Il fonde en 1983 « Prépa-Sciences », un organisme de perfectionnement et de méthodologie pour préparer les concours d'entrée aux grandes écoles.
En 1990, l'organisme qu'il a créé s'associe à un autre institut privé, l'IPGE (Institut de préparation aux Grandes Écoles), pour fonder IPECOM, aujourd'hui IPECOM Paris, qu'il dirige, aidé par Annie Reithmann, devenue depuis seule directrice de l'établissement. L'ensemble ainsi constitué prépare principalement aux concours d'entrée aux grandes écoles de commerce et de gestion.

### Directeur général et président
Dans les années 1990 il est directeur-général à TF1 International (filiale chargée de la vente de droits audiovisuels à l'étranger). En 1998, il devient président de la filiale européenne de Tekelec (en), société d'origine américaine intervenant dans le domaine des télécommunications et des réseaux associés.

### Chroniqueur - rédacteur - auteur
Alors qu'il travaille pour TF1, Dove Attia rencontre Léon Zitrone et réalise avec lui une collection de vidéos commentant les grands événements du XXe siècle. La mort du célèbre journaliste en 1995 interrompt un autre projet de collaboration. En 1996, il fait paraître un livre coécrit avec le producteur Albert Cohen et préfacé par Carl Lewis : Carl Lewis présente la légende du 100 m.

### Scénariste
Dove Attia est également scénariste, il s'essaie à plusieurs genres. Il écrit en collaboration avec Lambert Vincent le scénario de Passion assassine,,, un long métrage de 93 minutes sorti en 2000 pour la télévision, réalisé par Didier Delaitre, produit par 7 Films (Élie Chouraqui et Albert Cohen) et M6.

### Producteur de spectacles musicaux
Il passe ensuite à la production de comédies musicales. Ainsi, en 2000, il produit Les 10 Commandements avec Albert Cohen — son ami et associé — et Élie Chouraqui, avec qui il avait déjà travaillé sur différents projets. En tant que scénariste, il participe à l'écriture du livret avec deux autres auteurs — Jacques Domas et Joanne-C Azoubel — tandis qu'Élie Chouraqui assure la mise en scène.
- Les Dix Commandements (mars 2000)
- Autant en emporte le vent (octobre 2003)
- Les Hors-la-loi (mars 2005) - repris au Théâtre du Gymnase[N 7], à Paris, du 24 avril au 31 mai 2007
- Le Roi Soleil (septembre 2005)
- Dothy et le Magicien d’Oz (2009)
- Mozart, l'opéra rock (2009) - dernière représentation en France en juillet 2011[11], dernière à l'international en 2024[12]
- 1789 : Les Amants de la Bastille (2012-2014)[13]
- La Légende du roi Arthur (2015-2016)
- Molière, l'opéra urbain (2023-2025)[14]

### Compositeur au Japon
Attia participe également à d'autres productions musicales. Au Japon, il compose les musiques de trois spectacles inspirés de Giacomo Casanova, La Comtesse de Cagliostro et de l'arc Phantom Blood de JoJo's Bizarre Adventure.
- 2019 : CASANOVA
- 2023 : LUPIN : The Secret of Countess Cagliostro
- 2024 : JoJo's Bizarre Adventure : Phantom Blood

### Télévision
En 2003, Dove Attia fait de la télévision sur M6 en tant que membre du jury de l'émission de télé-crochet À la Recherche de la Nouvelle Star au côté de Varda Kakon, Lionel Florence et André Manoukian. Pour la saison suivante — en 2004 — Dove Attia est à nouveau dans le jury, mais avec deux nouveaux membres, Marianne James et Manu Katché, qui remplacent respectivement Varda Kakon et Lionel Florence. Il poursuit dans ce rôle jusqu'en 2007. Cette émission lui permet d'être connu du grand public.
Le 17 janvier 2013 il est l’invité du prime dans la saison 9 de la Star Academy.

### Parolier
Pour la série télévisée Dreams : 1 Rêve 2 Vies, Dove Attia est l'auteur, avec Rod Janois, de la bande originale intitulée : « Je veux tout ».